# Holiday (krater)
För andra betydelser, se Holiday.
Holiday är en nedslagskrater på planeten Venus. Holiday har fått sitt namn efter den amerikanska jazzsångerskan och låtskrivaren Billie Holiday.
Kratern har en diameter på ungefär 27 kilometer.